# Sawadaea
Sawadaea är ett släkte av svampar. Sawadaea ingår i familjen Erysiphaceae, ordningen mjöldagg, klassen Leotiomycetes, divisionen sporsäcksvampar och riket svampar.
Arter enligt Catalogue of Life:
- Sawadaea bicornis
- Sawadaea tulasnei

## Bildgalleri

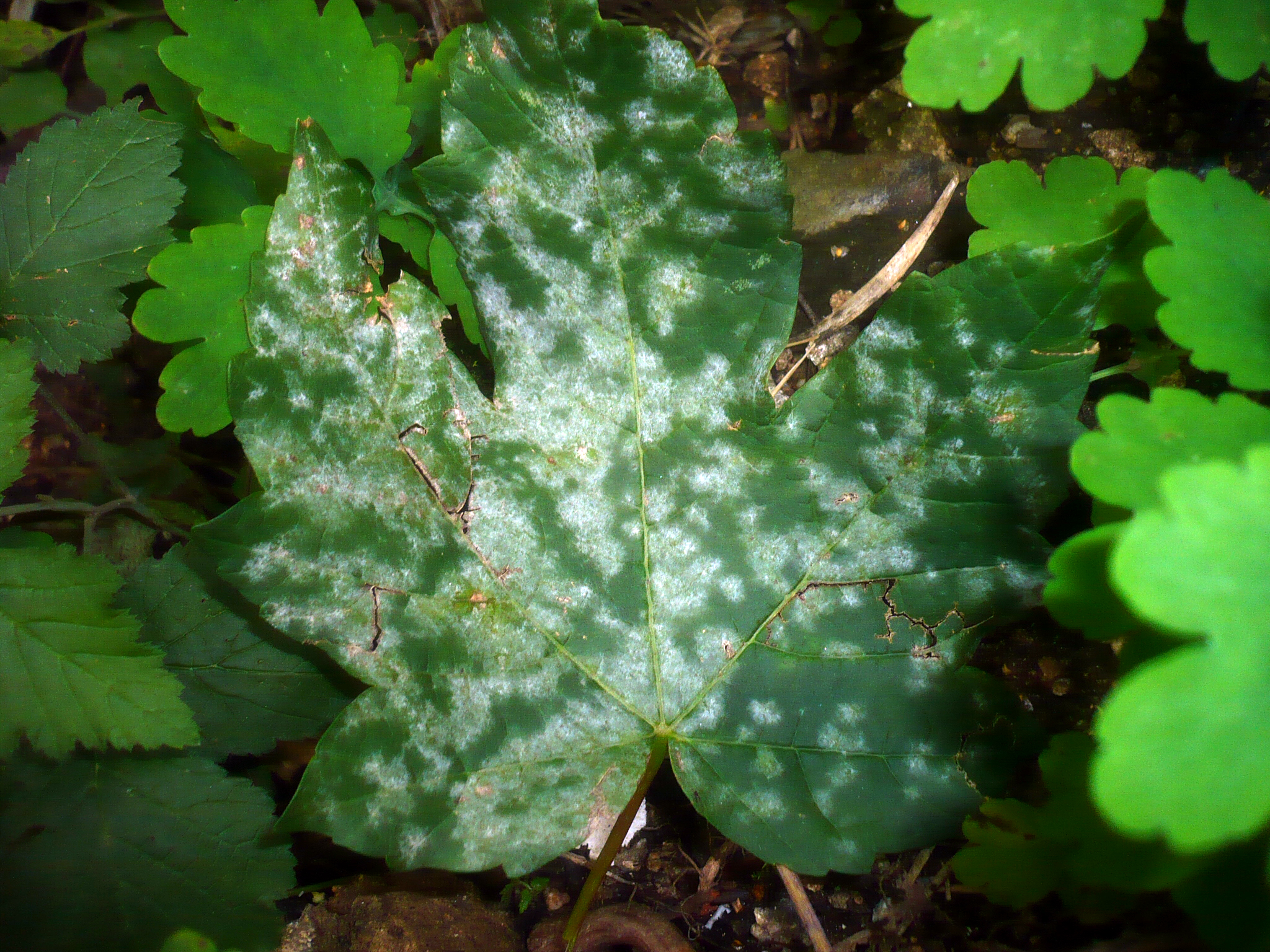